# Хонконгски долар
Вижте пояснителната страница за други значения на долар.
Хонконгският долар (код: HKD, също абревиирано като HK$) е паричната единица на специалния административен район Хонконг.
Това е 8-ата най-търгувана парична единица в света. Хонконгският долар има разделение на 100 цента.

## История
Когато Хонконг е създаден като пристанище за свободна търговия през 1841 , не е имало местна парична единица за ежедневна циркулация, и са били използвани индийски рупии, испански и мексимански реали, китайски монети. Едва през 1939 хонконгският долар е установен на фиксиран рейтинг при 16 долара = 1 паунд.
Според основния закон на Хонконг и Съвместната китайско-британска декларация, Хонконг е изцяло оставен с автономия в областта на паричната политика. Валутните банкноти на Хонконг се издават от правителството на Хонконг и три местни банки под надзора на Хонконгската валутна администрация, която в действителност действа като централна банка на територията. В резултат на факта, че дизайнът на банкнотите и на трите банки е променен без премахване на стари банкноти от обращение, в обращение се намират до шест вида банкноти от всяка купюра. Освен това всеки вид банкноти се приемат без ограничения (изключение са някои автомати, които по технически причини може да не приемат например банкноти от десет долара, емитирани от правителството на Хонконг). Банкнотите се отпечатват от компанията Hong Kong Note Printing Limited.
Хонконгският долар е въведен на 2 февруари 1895 г. с чисто съдържание на сребро от 24,2611 грама. До средата на 30-те години на XX век мексиканските сребърни долари също са били в обращение (обикновено под формата на сребърна монета с дупка). На практика процентът на банкнотите често се отклонява от стойността на металните пари. През декември 1935 г. сребърният стандарт е премахнат и е установена твърда връзка с лирата: 1 долар = 15 пенса.

## Монети
Преди обединението на Хонконг с Китай на лицевата страна на монетата се е изобразявал портрет на монарха на Великобритания. След обединението се изобразява цветето Баухиния, което е символ на Хонконг. Монетите до началото на 80-те години са имали дизайн, напомнящ стари китайски монети от края на 19 век. От 80-те години до днес е използван нов дизайн с големи цифри.